# El comandant de ferro
El comandant de ferro (títol original: The Iron Major) és una pel·lícula biogràfica estatunidenca de 1943 sobre el famós entrenador de futbol universitari i heroi de la Primera Guerra Mundial, Frank Cavanaugh. Dirigida per Ray Enright, el guió va ser escrit per Aben Kandel i Warren Duff, basat en la història de Florence E. Cavanaugh. Està doblada al català.
Produïda i dirigida per RKO Radio Pictures, la pel·lícula es va estrenar a Boston el 25 d'octubre de 1943. La pel·lícula és protagonitzada per Pat O'Brien com el major Cavanaugh, juntament amb Ruth Warrick i Robert Ryan.

## Argument
Florence Cavanaugh i un sacerdot, Tim Donovan, recorden com a la dècada de 1890, el seu marit Frank jugava a futbol universitari a la Universitat de Dartmouth i posteriorment es va traslladar a l'oest per convertir-se en entrenador. Més tard en "Cav" coneix la Florence i torna a l'est per entrenar al Holy Cross, on un dels jugadors de l'equip de futbol és en Tim.
Tot i que és pare de set fills, en Cav s'enrola en l'esforç de guerra. Com a major, està involucrat en diferents combats i cau greument ferit, però es recupera, guanyant-se el seu sobrenom en el procés. Finalment torna a casa per continuar entrenant al Boston College, però una malaltia fa que en Cav quedi cec i, finalment, mori.

## Repartiment
- Pat O'Brien com a Frank/Cav Cavanaugh
- Ruth Warrick com Florence Ayres Cavanaugh
- Robert Ryan com Tim Donovan
- Leon Ames com a Bob Stewart
- Russell Wade com a soldat Manning
- Bruce Edwards com el tinent Jones
- Richard Martin com a Davie Cavanaugh